# Бунџи (ера)
Бунџи (文治) је јапанска ера (ненко) која је настала после Генрјаку и пре Кенкју ере. Временски је трајала од августа 1185. до априла 1190. године. Ово је прва званична ера Камакура периода. Владајући монарх био је цар Го-Тоба.

## Важнији догађаји Бунџи ере
- 1185. (Бунџи 1, двадесетдевети дан једанаестог месеца): Двор званично прихвата постојање владе шогуната у Камакури (део Канто региона).[4]
- 1186. (Бунџи 2, четврти месец): Бивши цар Го-Ширакава посећује у Охари Конреимон Ин (познату и као Таира но Токуко), мајку бившег цара Антокуа и последњу особу Хеике клана повезану са царском лозом која је преживела битку Дан но ура.[4]